# Alkylat
In der Petrochemie bezeichnet man als Alkylat eine durch Alkylierung von Isobutan erzeugte Fraktion, die im Wesentlichen aus Isoheptanen und Isooctanen besteht, also verzweigten Kohlenwasserstoffen mit sieben bzw. acht Kohlenstoffatomen.
Der Schwefelgehalt beträgt höchstens 1,5 g/kg.

## Herstellung
Die Alkylierung, d. h. Anfügung von Alkylseitenketten (z. B. Propyl- etc.), erfolgt mittels niedermolekularer Alkene (z. B. Propen). Sie wird bei Temperaturen zwischen 0 °C und 30 °C durchgeführt und erfordert Kühlung, da der Prozess exotherm  ist.

## Physikalische Eigenschaften
Bei Raum- und üblichen Außentemperaturen ist das Alkylatgemisch eine farblose bis gelbliche Flüssigkeit mit einer Dichte bei 15 °C von weniger als 0,74 g/ml.
Bei 38 °C liegt der Dampfdruck unter 960 hPa.
Die Siedepunkte der verschiedenen Alkylatmoleküle liegen abhängig von der Molekülgröße (Anzahl der Kohlenstoffatome) zwischen 29 °C und 195 °C.
Die Wasserlöslichkeit ist bei 20 °C gering, der Octanol-Wasser-Verteilungskoeffizient zwischen dem lipophilen n-Octanol und Wasser beträgt 2,8–6 log Pow. Da er damit überwiegend über 3 log Pow liegt, ist mit der Anhäufung in Lebewesen und Nahrungsketten zu rechnen (Bioakkumulationspotential).

## Verwendung
Die Alkylat-Komponente in Kraftstoffen erhöht die Klopffestigkeit, die Oktanzahl ROZ liegt bei 95. Sie ersetzt früher übliche aromatische Zusätze. Stellt das Alkylat den überwiegenden Anteil eines Benzingemischs, handelt es sich um sogenanntes Alkylatbenzin, das nach aktuellem Stand der Technik arm an gesundheits- und umweltschädlichen Stoffen ist (Gerätebenzin oder auch Grünes Benzin).